# جواهر الكلام
جواهر الکلام، كتاب فقهي استدلالي موسع للفقه الشيعي الإثني عشري يتألف من أربعة وأربعين جزءًا. وهو من الشروح على كتاب شرائع الإسلام لمؤلفه المحقق الحلي المتوفى سنة 676 هجرية. ويعد الجواهر من المصادر المهمة لفقهاء الشيعة وهو من تأليف الشيخ محمد حسن النجفي المتوفى سنة 1266 هجرية في مدينة النجف.

## تاريخ تأليف الكتاب
فرغ من كتاب الأمر بالمعروف والنهي عن المنكر سنة 1257 هجرية وهو آخر ما كتبه.